# Camembert (Orne)
Camembert település Franciaországban, Orne megyében. Lakosainak száma 169 fő (2022. január 1.). Camembert Vimoutiers, Les Champeaux, Champosoult, Coudehard, Crouttes, Fresnay-le-Samson és Guerquesalles községekkel határos.

## Népesség
A település népességének változása:
| Lakosok száma | 193  | 187  | 192  | 187  | 182  | 176  | 170  | 169  | 169  |
|               | 2013 | 2015 | 2016 | 2017 | 2018 | 2019 | 2020 | 2021 | 2022 |